# Роуз, Ги
Ги Орландо Роуз (англ. Guy Rose; 3 марта 1867, Сан-Гейбриел, Калифорния — 17 ноября 1925, Пасадина) — американский художник, один из крупнейших представителей калифорнийского импрессионизма.

## Жизнь и творчество
Ги Роуз родился в семье калифорнийского сенатора Леонарда Джона Роуза и вырос на ранчо отца. В 1876 году вследствие несчастного случая на охоте был ранен братом выстрелом в лицо. Во время длительного лечения начал рисовать акварелью и маслом. В 1884 году Роуз оканчивает Высшую школу в Лос-Анджелесе и поступает в Калифорнийскую школу дизайна в Сан-Франциско. С сентября 1888 года он учится в парижской Академии Жюлиана, вместе с Ж.-Ж. Лефевром и Ж.-П. Лораном. В 1888—1889 годах получает стипендию Академии Делаклюз. В 1890 году художник впервые выставляет свои работы в Парижском Салоне; этой выставке следуют другие в 1891 и в 1894 годах.
В 1891 году Роуз возвращается в США и из-за отравления свинцом на время оставляет масляную живопись. Он живёт в Нью-Йорке, работает преподавателем и иллюстратором в бруклинском институте Пратта. В 1893—1894 и в 1899 годах Роуз совершает поездки во Францию, живёт в Париже, покупает сельский дом в Живерни. В 1900 художник снова приезжает в Париж, зиму же этого года проводит в Алжире, где много и плодотворно работает. В 1901 году он завоёвывает на Всемирной выставке в Буффало бронзовую медаль.
С 1904 по 1912 год Ги Роуз и его жена Этель живут и работают в колонии художников в Живерни. В его живописи из этого периода чувствуется сильное влияние творчества Клода Моне, бывшего другом и учителем Роуза. В 1910 году живописец участвует в нью-йоркской выставке художников «группы Живерни» (вместе с Лоутоном Паркером и Ричардом Миллером). В 1913—1914 супруги Роуз живут в Наррангансетте, штат Род-Айленд, где рисуют и преподают. В 1914 Роуз, в связи с ухудшением состояния здоровья, возвращается в Калифорнию. Здесь он участвует во Всемирной выставке в Сан-Франциско 1915 года и завоёвывает на ней серебряную медаль. Затем преподаёт в Школе искусств Стикни в Пасадене, и возглавляет эту школу в 1919—1921 годах. В 1921 году Роуз перенёс инсульт, от последствий которого позднее скончался.

## Галерея

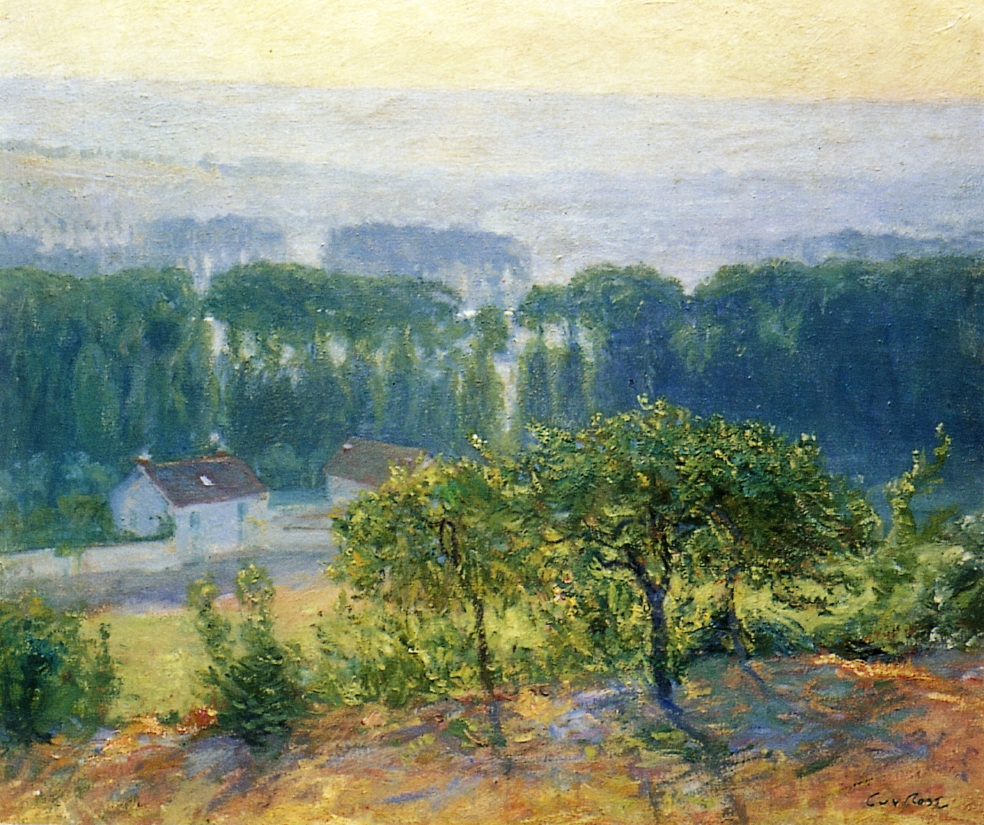
Последний вечер, Живерни, 1905-1913
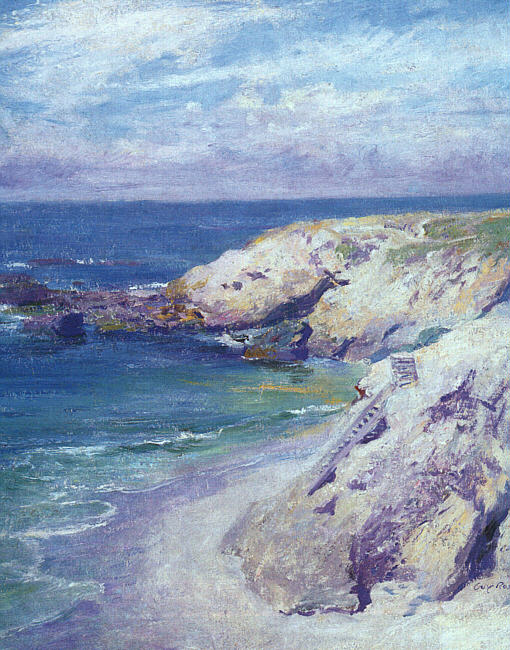
Бухта Ла Хойя
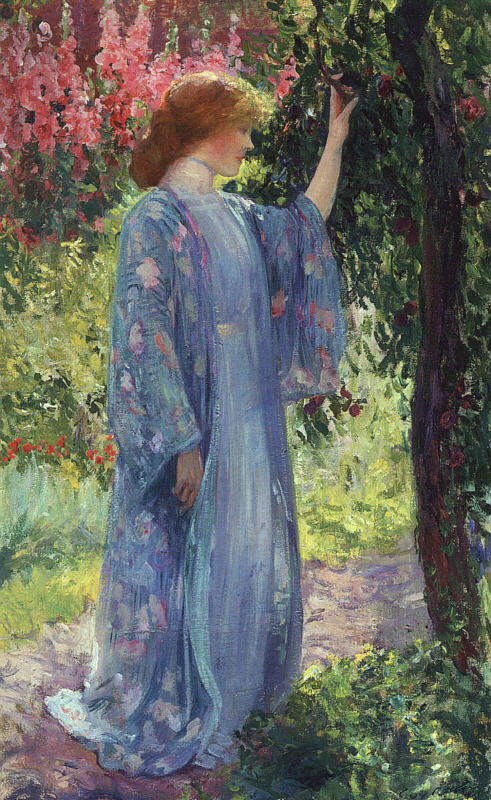
Синее кимоно, 1909
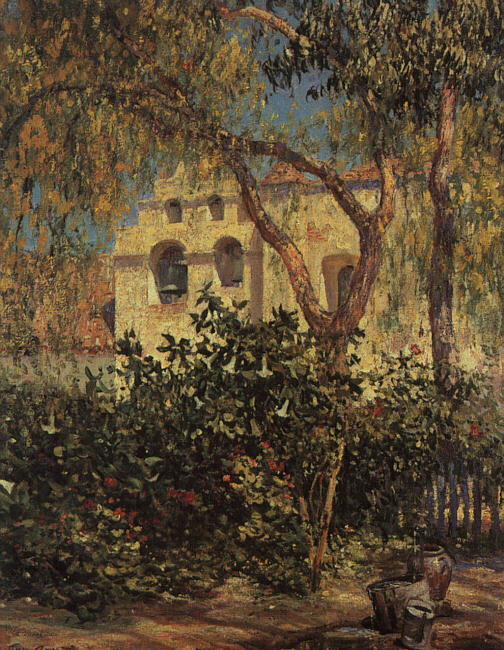
Миссия Сан Габриель, 1914
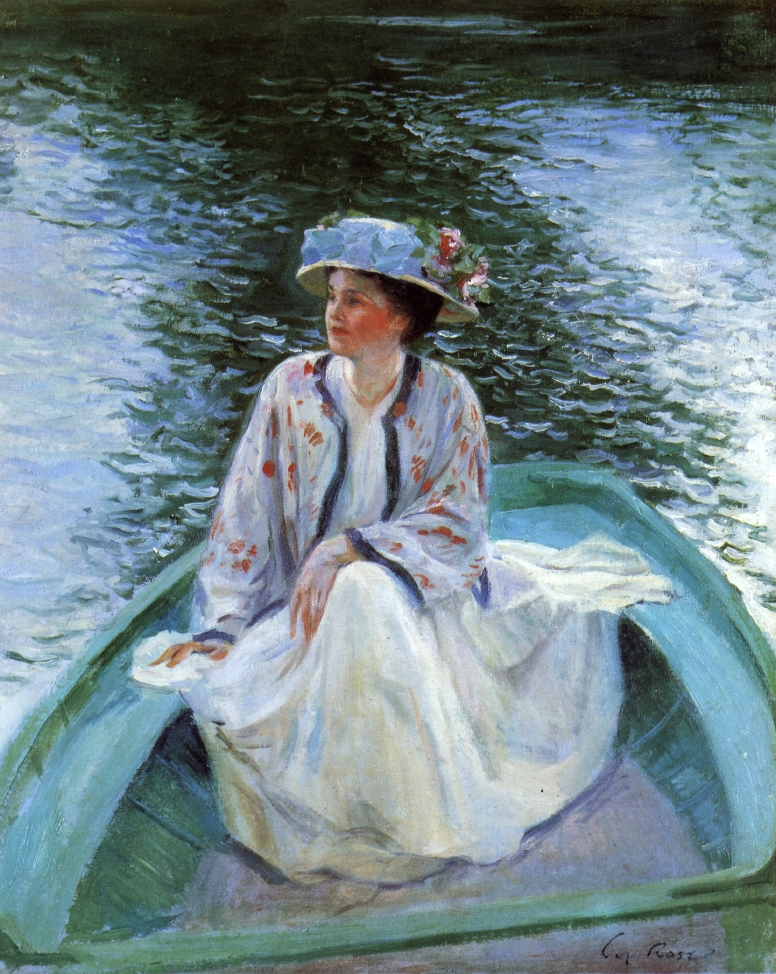
На реке, около 1910
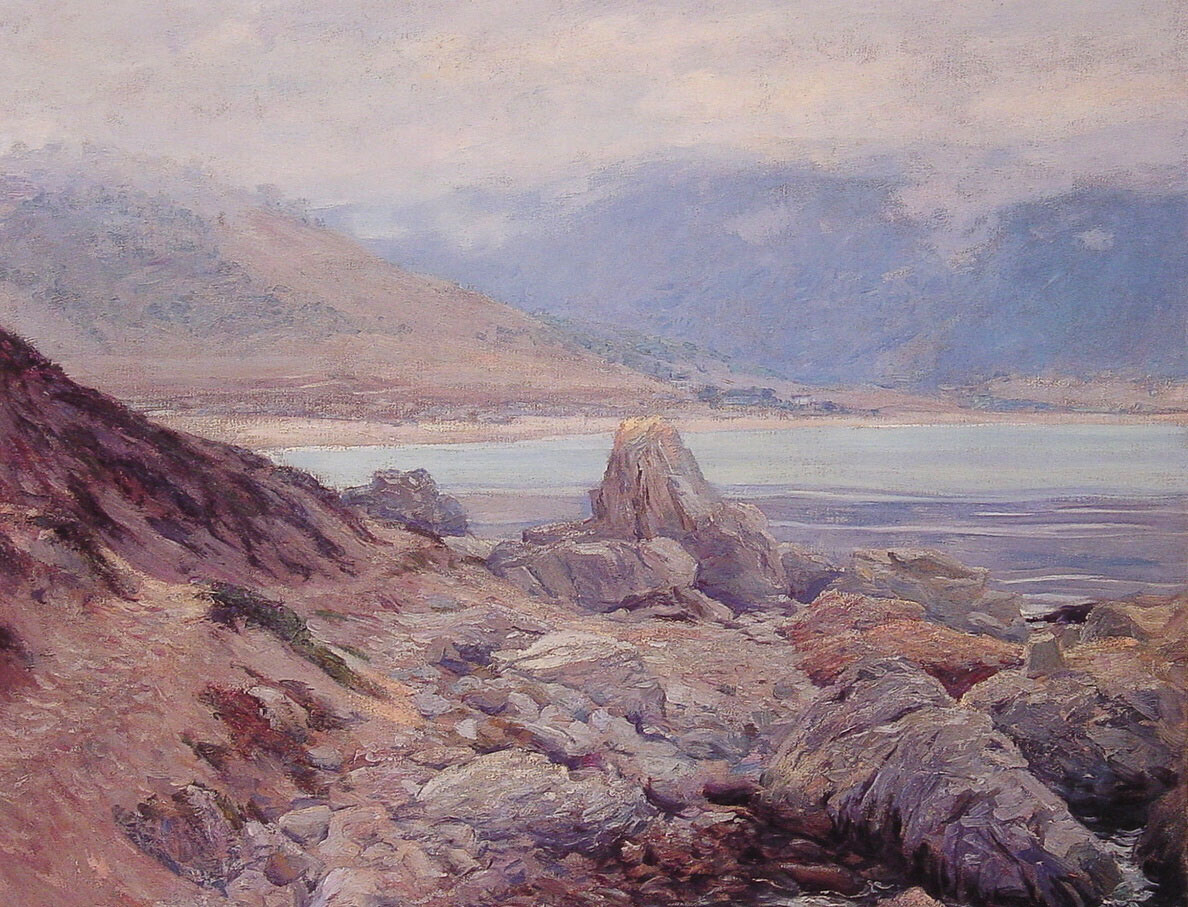
Тропа вдоль берега
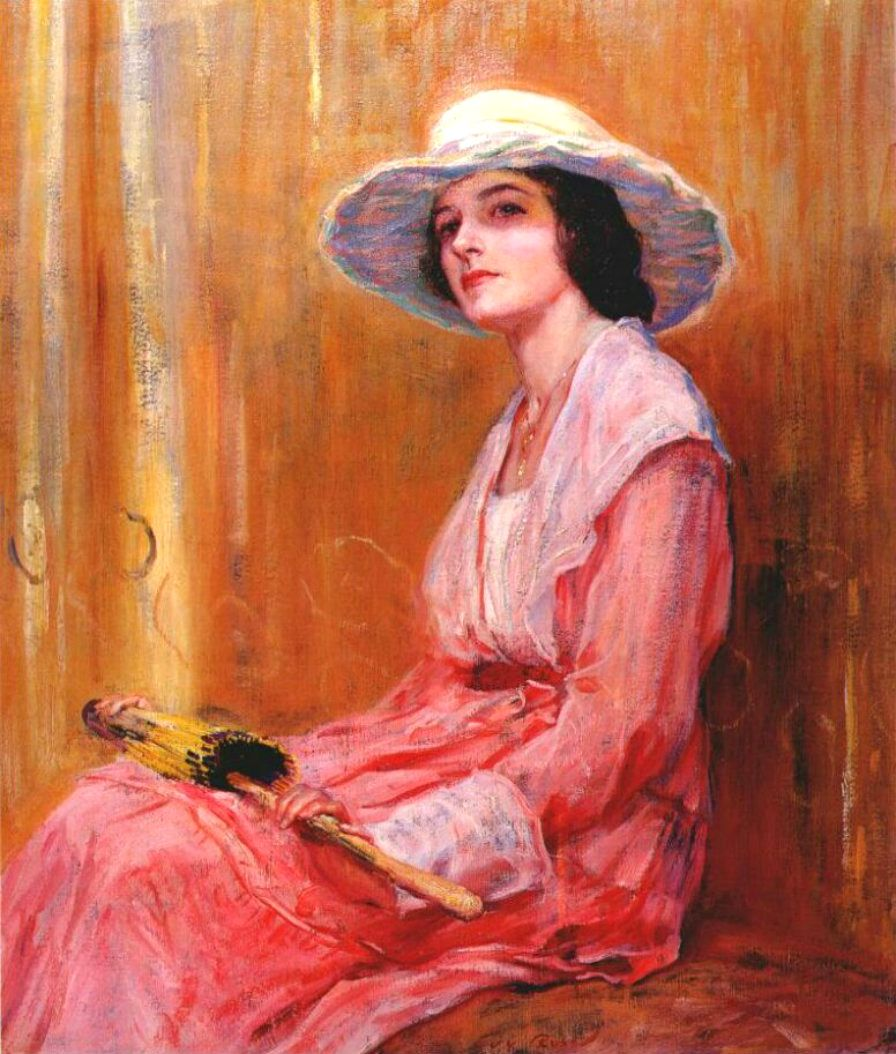
Натурщица
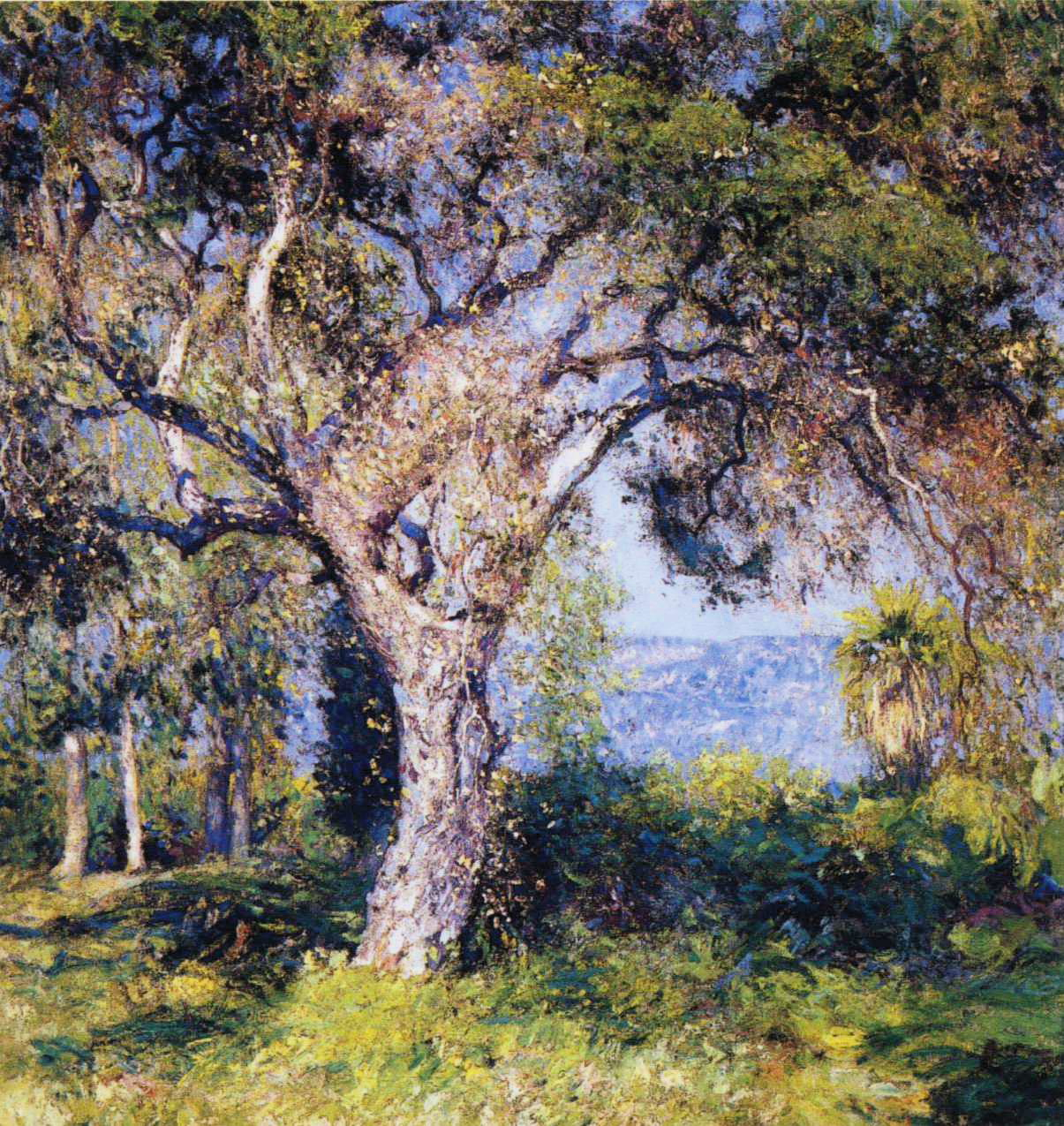
Сосна